# Castanea (Pennsylvanie)
Castanea est une census-designated place située dans le comté de Clinton, dans l’État de Pennsylvanie, aux États-Unis. Lors du recensement de 2020, elle compte 1 047 habitants.